# Abbassa la tua radio (album)
Abbassa la tua radio è un disco-concerto del musicista italiano Stefano Bollani, pubblicato nel 2000 dalla Ermitage (casa discografica), ispirato al repertorio della musica leggera italiana.
Alla realizzazione con Bollani hanno partecipato: Barbara Casini, Irene Grandi, Elio, Marco Parente, Peppe Servillo, Enrico Rava e Roberto Gatto. 

## Tracce
1. Ti parlerò d'amor (Alfredo Bracchi – Ferruccio Martinelli ) - 2:28
2. Ho un sassolino nella scarpa  (Fernando Valci) - 1:35
3. Camminando sotto la pioggia (Pasquale Frustaci, Michele Galdieri) - 3:06
4. Se fossi milionario (Eugenio Calzia, Cram)  - 4:01
5. Parlami d'amore Mariù (Cesare Andrea Bixio, Ennio Neri) - 3:42
6. Silenzioso slow (Abbassa la tua radio) (Alfredo Bracchi, Giovanni D'Anzi ) - 3:23
7. Mille lire al mese (Carlo Innocenzi e Alessandro Sopranzi)  - 5:44
8. Dove sta Zazà?  (Raffaele Cutolo / Giuseppe Cioffi) - 2:46
9. C'è una casetta piccina (Sposi) (Mario Valabrega e Carlo Prato) - 4:42
10. Ma l'amore no (Michele Galdieri e Giovanni D'Anzi) - 1:37
11. Quell'uccelin che vien dal mare  (Bixio Cherubini) - 3:58
12. Non sei più la mia bambina  (Alfredo Bracchi, Giovanni D'Anzi ) - 3:41
13. Conosci mia cugina (Carlo Alberto Rossi e Giuseppe Perotti) - 4:03
14. In cerca di te (perduto amor) (Gian Carlo Testoni  e Eros Sciorilli ) [feat. Simona Bencini] - 4:03
15. Baciami piccina (Luigi Astore, Riccardo Morbelli) - 4:18
16. Il pinguino innamorato (Nino Casiroli e Mario Consiglio) - 1:15